# 沙希奧·歐利
沙治奧·奧利·艾斯基利（Sergio Aure Esquerre，1986年8月20日—），生於西班牙塔拉戈納，西班牙足球運動員，司職守門員。

## 球員生涯
奧利生於西班牙塔拉戈納，出身於當地西丙第五級聯賽球會拿列坦卡。
2007年，奧利加盟西乙B聯賽球會泰拿沙，至2008年轉會同一組別聯賽球會巴達隆拿。
2009年7月，他首度出國外流發展，與4名西班牙同鄉來港加盟甲組球會傑志，雖然他在球賽當中作出高難度救門，但他下半季表現失準，時常因精神不集中而犯下低水準的錯誤，為球迷所逅病，到季尾遭傑志放棄，轉會到摩爾多瓦國家聯賽球會米爾沙米。

## 球會榮譽
傑志
- 香港社區盃冠軍（2009年）

## 外部連結
- 香港足球總會球員註冊資料 （页面存档备份，存于）